# Pierre Ceresole

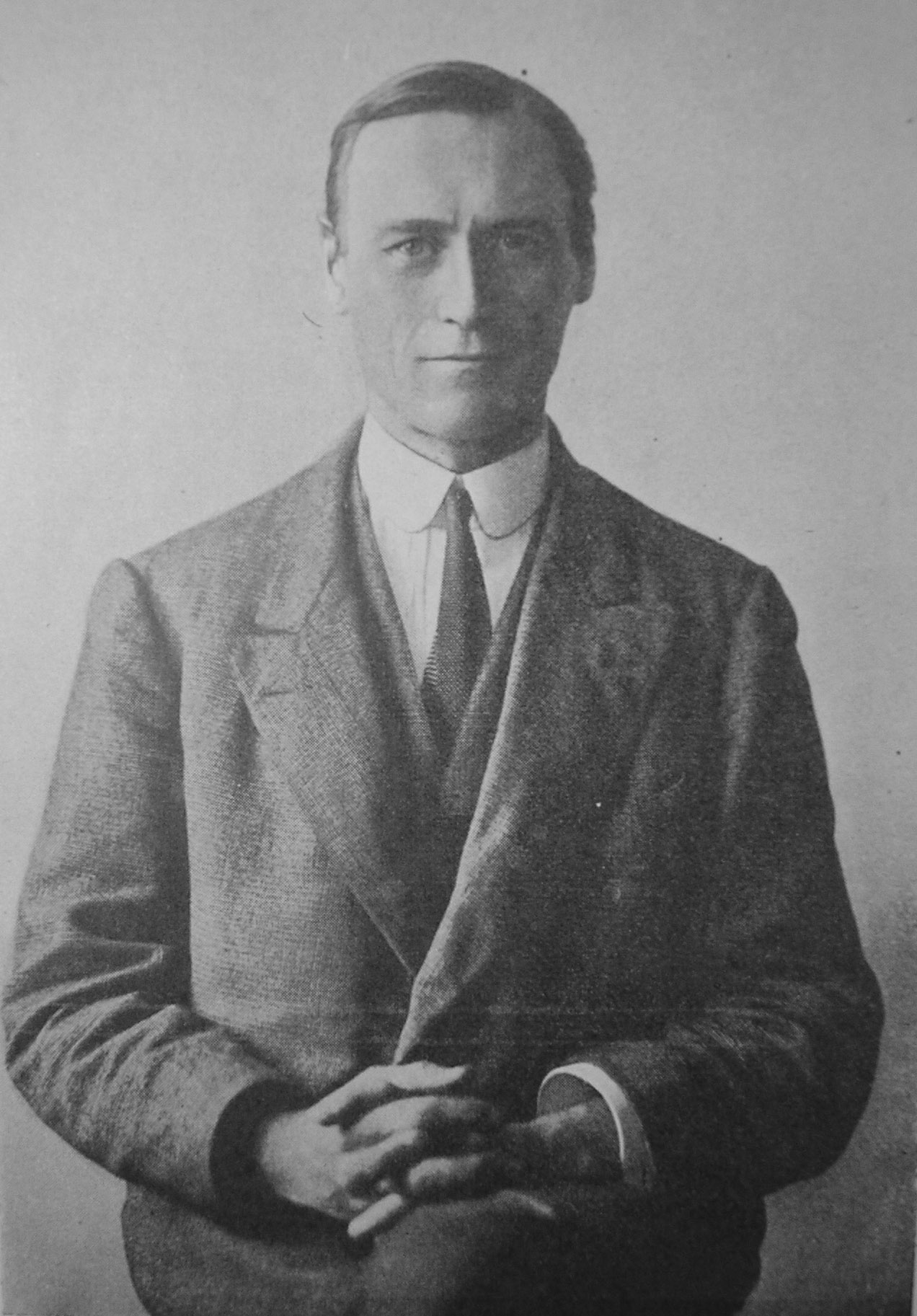
Pierre Ceresole

Pierre Ceresole (Lausanne, 17 augustus 1879 – Le Daley bij Lausanne, 23 oktober 1945) was een Zwitsers ingenieur, wiskundige en quaker, die bekendstaat als grondlegger van de Service Civil International (SCI) in 1920. De SCI is een organisatie die bij de wederopbouw hielp na de Eerste Wereldoorlog, met als doel een sfeer van broederschap te vormen. Door de jaren heen is de SCI een internationale organisatie geworden, met takken en groepen in vele landen. Als pacifist weigerde hij belasting te betalen die gebruikt werd voor de aanschaf van wapens. Hij bracht hierom enige tijd in de gevangenis door. Verder weigerde hij geld dat hij van zijn vader en broers zou erven, te accepteren.
Ceresole werd geïnspireerd door de Amerikaanse denker William James. Op zijn beurt inspireerde hij de pedagoog Kees Boeke.

## Levensloop
Ceresole werd geboren als zoon van Paul Cérésole die kolonel was in het Zwitserse leger, rechter in het federale hof en president van de Zwitserse regering in 1873. De naam Ceresole is van Italiaanse oorsprong. Zelf spelde hij zijn naam altijd zonder accent aigu. De familie Ceresole bestond uit tien kinderen, van wie Pierre de op een na jongste was. Zijn moeder stierf toen hij negen jaar oud was.
Hij begon zijn studies aan het College in Lausanne, daarna in het Federale Instituut voor Technologie te Zürich (ETHZ) waar hij een graad als ingenieur verkreeg, en in 1903 promoveerde tot PhD. Later studeerde hij wiskunde en natuurkunde in Göttingen, vervolgens in München (Duitsland).
Tussen 1909 en 1914 reisde Pierre Ceresole naar de Verenigde Staten en Japan. In het begin verrichtte hij er werk als arbeider, later begon hij les te geven in het Frans. Toen hij met sociale onrechtvaardigheid geconfronteerd werd in Hawaï, besloot hij zijn betaalde werk in te ruilen voor vrijwilligerswerk. Vanaf 1912 werkte hij als ingenieur in Japan, maar toen de Eerste Wereldoorlog uitbrak, besloot hij naar Zwitserland terug te keren.
Tijdens de Eerste Wereldoorlog wees hij publiekelijk de oorlog af. Stukje bij beetje ontwikkelde hij zijn visie van de ideale christen, met de praktische consequenties die een dergelijke visie met zich mee brengt. Op het federale hof nam hij afstand van de titels die hij geërfd had. In 1915 raakte hij zwaar onder de indruk van de dienstweigering wegens gewetensbezwaren van de Zwitserse leraar John Baudraz, en het feit dat de kerken geen partij kozen in deze kwestie. Hierop weigerde hij belasting te betalen die ter compensatie diende voor dienstweigering. Om deze reden werd hij voor het eerst tot gevangenisstraf veroordeeld, voor de duur van een dag. Hij publiceerde Religion et Patriotisme waarin hij de redenen van zijn weigering uiteenzette. Op 4 november 1917 nam hij het woord aan het eind van de dienst in de Franse kerk te Zürich. Hierbij riep hij op zich af te keren van de nationale afgoden.
Tussen 1915 en 1918 werkte hij weer als ingenieur. Daarna onderwees hij in de Franse taal.
In 1926 werd Ceresole aangesteld als professor in de wiskunde aan het college van La Chaux-de-Fonds. In de eropvolgende jaren, nam hij deel aan diverse vrijwilligersprojecten in landen als Liechtenstein, Frankrijk en Groot-Brittannië. In 1934 ging hij naar India.
Tussen 1937 en 1945 werd hij diverse malen tot gevangenisstraf veroordeeld vanwege zijn weigering deel te hebben aan militaire dienst of belastingen. In 1941 trad Pierre Ceresole in het huwelijk met Lise David.

## Publicaties

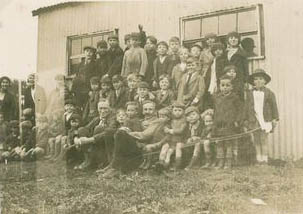
Gezeten te midden van kinderen in Brynmawr, Wales (1931)

- Über die Bewegung eines materiellen Punktes auf einer geichförmig rotierenden Fläche, Inaugural-Dissertation zur Erlangung der philosophischen Doktorwürde, vorgelegt der Hohen philosophischen Fakultät, Mathematik-Naturwissenschaftl. Sektion der Universität Zürich, 1903
- « Le parallélisme psycho-physiologique et l'argument de Bergson », in Archives de Psychologie, No 18, oktober 1904
- Religion et patriotisme, Ed. de la Fédération romande des socialistes chrétiens, Lausanne, 1917, 38 p.
- Une autre patrie, Ed. de la Fédération romande des socialistes chrétiens, Lausanne, 1918, 48 p.
- Les forces de l'esprit : Emerson 1803-1882, Imprimerie coopérative, La Chaux-de-Fonds, 1930, 24 p.
- L'armée suisse : quarante-deux questions, Röhm, Bâle, 1931, 7p.
- Religion and Service, in The Friend, Londen, oktober 1938
- Mémoire adressé à la Cour de Cassation pénale, 1940
- Vivre sa vérité : Carnets de route [1909-1944], La Baconnière, Neuchâtel, 1949, 2e éd. augmentée 1960ca, 279 p.
- Ainsi que de nombreux articles publiés dans les brochures du Service civil international, in L'Essor, La Révolution pacifique, etc.